# ジェイアールバス東北
ジェイアールバス東北株式会社（ジェイアールバスとうほく）は、東北地方（福島県白河・棚倉・いわき地区を除く）を営業エリアとするJR東日本グループのバス事業者(JRバス)の一つである。

## 沿革
民営化以前は国鉄バスを参照。
- 1987年（昭和62年）4月1日 - 国鉄分割民営化により、東北地方自動車部は東日本旅客鉄道東北自動車部（通称:JR東日本バス）管轄になる。
- 1988年（昭和63年）
  - 3月5日 - ジェイアールバス東北株式会社設立[1]。
  - 4月1日 - JR東日本より東北自動車部を引き継ぎ、営業開始[1]。
- 1990年（平成2年）2月20日 - 支店制度を導入（青森・久慈・盛岡・仙台・福島）。
- 1993年（平成5年）
  - 9月3日 - 旅プラザ八戸を開設（現存せず）。
  - 11月1日 - 旅プラザ山形を開設[3]（現存せず）。
- 1994年（平成6年）
  - 3月18日 - 秋田駅構内に旅プラザ秋田を開設（現存せず）[4]。
  - 12月15日 - 秋田営業所（現・秋田支店）を開設[5]。
- 1995年（平成7年）
  - 9月19日 - 旅プラザ陸中花輪を開設（現存せず）。
- 1996年（平成8年）
  - 2月28日 - 象潟営業所を廃止[5]。
  - 4月14日 - 小国営業所を廃止[6]。
  - 4月15日 - 山形営業所を開設[7]。
- 1999年（平成11年）3月31日 - 角田営業所を廃止。
- 2003年（平成15年）
  - 3月31日 - 十和田南営業所[8]・岩泉営業所[8]・福島支店川俣支所・久慈支店葛巻支所を廃止。
  - 11月30日 - 一ノ関営業所廃止。
- 2004年（平成16年）3月31日 - 遠野営業所・盛岡支店岩手支所を廃止。
- 2006年（平成18年）
  - 1月11日 - 山形支店を廃止。同時に山形案内所も閉鎖。
  - 4月1日 - 仙台市営バス白沢出張所管内の運転・車両管理業務の受託を開始、白沢事業所を設置。
- 2009年（平成21年）
  - 3月31日 - 久慈営業所を廃止。
  - 4月1日 - 仙台市営バス七北田出張所管内の運転・車両管理業務を受託を開始、七北田事業所を設置。
- 2010年（平成22年）3月31日 - 船福線廃止。
- 2016年（平成28年）
  - 4月1日 - ジェイアール東日本物流・東北鉄道運輸との三社で地域活性化物流LLP（有限責任事業組合）を設立、首都圏行き高速バスの床下荷物室を利用した地産品輸送を開始[9]（貨客混載）。
  - 4月4日 - 東京・新宿駅における各路線の発着場所をバスタ新宿（新宿駅新南口）に変更。
- 2017年（平成29年）
  - 7月28日 - 西日本ジェイアールバスとの共同で仙台 - 富山・金沢間に夜行高速バス「百万石ドリーム政宗号」を運行開始[10]。
  - 12月1日 - 仙台市内・近郊を巡る定期観光バス「仙台お散歩号」「松島お散歩号」の運行を開始。また、12月末から翌年1月初にかけて、青森・盛岡・山形を巡る定期観光バスの運行も開始[11]。
- 2018年（平成30年）
  - 9月10日 - 岩手県二戸市と地方創生に関する連携協定を締結[12]。
- 2019年（平成31年／令和元年）
  - 4月16日 - 成田空港交通と共同で仙台 - 東京ディズニーランド・成田空港線を夜行高速バスを運行開始[13]。ラ・フォーレ号、ドリーム秋田・東京号（旧ドリーム秋田・横浜号）、ドリーム盛岡(らくちん)号、ドリームさくらんぼ号、ドリームふくしま・東京号（旧ドリームふくしま・横浜号）が東京ディズニーランドに乗り入れを開始[14]。
  - 12月20日 - 宮城県石巻港で水揚げされた鮮魚を高速バスで東京へ運ぶ客貨混載を開始[15]。
- 2020年（令和2年）
  - 3月29日 - 「仙台・新宿号」の一部便を羽田空港に延伸し、「仙台・羽田号」として運行開始[16]。
  - 7月17日 - 定期観光バス「仙台お散歩号」「松島お散歩号」に2階建バスを投入[17]。
  - 9月30日 - 古川営業所を廃止[18]。
- 2021年（令和3年）
  - 2月1日 - 大湊営業所を青森支店大湊支所に改組。
  - 3月1日 - 秋田支店を廃止[19]。
  - 10月1日 - 盛岡支店二戸営業所を二戸支店に昇格[20]。高速バス「ドリーム古川/仙台・新宿号」の大宮駅乗り入れ開始[21]。
- 2022年（令和4年）
  - 3月11日 - この日を以って青森支店・盛岡支店での回数券発売を終了。
  - 4月1日 - 盛岡駅前きっぷうりばの窓口業務を終了[22]。
  - 12月16日 - ドリーム山形・新宿号、ドリーム山形・東京号が「米沢駅東口」へ乗り入れを開始し、路線名称をそれぞれ「ドリーム山形／米沢・新宿号」、「ドリーム山形／米沢・東京号」に変更[23]。
- 2023年（令和5年）
  - 4月25日 - 福島支店に燃料電池バス（トヨタSORA）を1両導入、福島駅東口 - 川俣高校前間で運行開始[24]。
- 2024年（令和6年）
  - 4月13日 - 高速バス「あぶくま号」でE8系つばさカラーバスが運行開始[25]。

## 事業所

### 営業所
- 青森支店[26]●
  - 所在地：青森県青森市柳川一丁目2-23（最寄駅：青森駅）
  - 沿革：青森自動車営業所→青森営業所→
- 青森支店 大湊支所[26]
  - 所在地：青森県むつ市大平町2-3（最寄停留所：山田）
  - 沿革：大湊自動車営業所→大湊営業所→
- 盛岡支店[26]●
  - 所在地：岩手県盛岡市盛岡駅前通1-41（最寄駅：盛岡駅）
  - 沿革：沼宮内自動車営業所盛岡在勤→沼宮内自動車営業所盛岡支所→沼宮内営業所盛岡支所→
- 盛岡支店 大釜車庫
  - 所在地：岩手県滝沢市吉水72-1
- 二戸支店[26]●
  - 所在地：岩手県二戸市石切所字枋ノ木63-66（最寄停留所：二戸駅）
  - 沿革：北福岡自動車営業所→二戸自動車営業所→二戸営業所→
- 仙台支店[26]●
  - 所在地：宮城県仙台市宮城野区宮城野二丁目2-36（最寄停留所：宮城球場）
  - 沿革：仙台自動車営業所→仙台営業所→
- 白沢事業所（仙台市交通局川内営業所 白沢出張所）
  - 所在地：宮城県仙台市青葉区上愛子下十三枚田30-1
- 七北田事業所（仙台市交通局実沢営業所 七北田出張所）
  - 所在地：宮城県仙台市泉区八乙女中央三丁目7-55
- 仙台支店 新庄支所
  - 所在地：山形県新庄市若葉町3-31
  - 沿革：陸羽西線バス代行輸送のため開設
- 福島支店[26]●
  - 所在地：福島県福島市太田町3-11（最寄停留所：福島駅東口）
  - 沿革：福島自動車営業所→福島営業所→

●は貸切バス運行支店

### 乗務員宿泊所
- 青森支店 十和田湖宿泊所
  - 所在地：青森県十和田市奥瀬十和田湖畔休屋486（最寄停留所：十和田湖）
  - JRバス十和田湖駅構内。十和田北線・十和田東線の待機所で、滞泊行路も設定されている。
- 青森支店 八戸駐車場
  - 所在地：青森県八戸市
  - JR貨物八戸貨物駅構内。十和田東線の待機所で、滞泊行路も設定されている。
- 大湊営業所 脇野沢宿泊所
  - 所在地：青森県むつ市（最寄停留所：診療所前）
  - 下北線の夜間滞泊所。脇野沢診療所付近にあり、同診療所駐車場に車両を留置して乗務員が滞泊する。日中の折り返し待機はむつ市役所脇野沢庁舎駐車場または脇野沢停留所の待機スペースで行う。
- 二戸営業所 久慈宿泊所
  - 所在地：岩手県久慈市西の沢第6地割35-2（最寄停留所：西の沢、旧称：営業所前）
  - 沿革：久慈自動車営業所→久慈営業所→久慈支店→久慈営業所→
  - スワロー号、白樺号の待機所で、滞泊行路も設定されている。
- 二戸営業所 葛巻車庫
  - 所在地：岩手県岩手郡葛巻町葛巻第13地割4-1（最寄停留所：葛巻）
  - 沿革：沼宮内自動車営業所葛巻支所→沼宮内営業所葛巻支所→岩手営業所葛巻支所→久慈支店葛巻支所→久慈支店葛巻車庫→久慈営業所葛巻車庫→
  - 沼宮内線・小鳥谷線の待機所で、滞泊行路も設定されている。
- 二戸営業所 軽米宿泊所
  - 所在地：岩手県九戸郡軽米町
  - 軽米線の待機所で、軽米病院付近にあり、同病院駐車場に車両を留置し乗務員が滞泊する。
- 盛岡支店 岩泉宿泊所
  - 所在地：岩手県下閉伊郡岩泉町
  - 旧JR岩泉駅構内。早坂高原線の夜間滞泊に使用され、岩泉消防署前バス停（旧岩泉駅ロータリー）に車両を留置する。
- 盛岡支店 弘前駐車場
  - 所在地：青森県弘前市（最寄停留所：弘前駅前）
  - キャッスル号の待機所で、滞泊行路も設定されている。
- 仙台支店 秋田乗務員宿泊所[26]
  - 所在地：秋田県秋田市保戸野桜町22-5
  - 沿革：秋田営業所→秋田支店
  - 現地出退勤行路が設定されている。
- 仙台支店 古川乗務員宿泊所[26]
  - 所在地：宮城県大崎市古川幸町二丁目1-3（最寄停留所：古川幸町）
  - 沿革：古川自動車営業所→古川営業所
  - 高速仙台古川線および首都圏-仙台線（旧ドリームササニシキ号）の待機所で、滞泊行路も設定されている。
- 福島支店 川俣宿泊所[26]
  - 所在地：福島県伊達郡川俣町飯坂八反田4（最寄停留所：川俣高校前）
  - 沿革：福島自動車営業所川俣支所→福島支店川俣支所→
  - 福浪線の待機所で、滞泊行路も設定されている。

### 案内所
- 仙台駅東口バス案内所（スワローツアー委託）
  - 所在地：宮城県仙台市宮城野区榴岡一丁目1-1（最寄停留所：仙台駅東口）
  - 業務内容：仙台発着高速バス乗車券販売（発車オ〜ライネット・高速バスネット端末設置）
  - 以前は「旅プラザ仙台」と呼ばれ、JR券の発売も行っていた。日本交通観光社→スワローツアーに委託されていたが、直営化。2022年4月1日よりスワローツアーに再度委託されている。

### バス駅
- 十和田湖駅（十和田北線、青森支店所管）
  - 所在地：青森県十和田市奥瀬十和田湖畔休屋486
  - 日本交通観光社→スワローツアーが引き継いだのち、現在は「レークサービス」が運営を行う。
- 子ノ口駅（十和田北線、青森支店所管）
  - 所在地：青森県十和田市奥瀬子ノ口
  - 運営は「十和田湖ふるさと活性化公社」が行う。

### 駐車場事業
自社ないしはJR東日本の遊休地などを利用して、営業所所在地を中心に各地で月極駐車場を経営している。このうち、仙台駅屋上駐車場（335台収容）と会津若松駅前駐車場（53台収容）は時間貸も行っている。

## 廃止された事業所

### 営業所
- 盛岡支店 岩手支所[26]
  - 所在地：岩手県岩手郡岩手町五日町12-66-5
  - 沿革：沼宮内自動車営業所→沼宮内営業所→岩手営業所→

- 一関営業所[26]

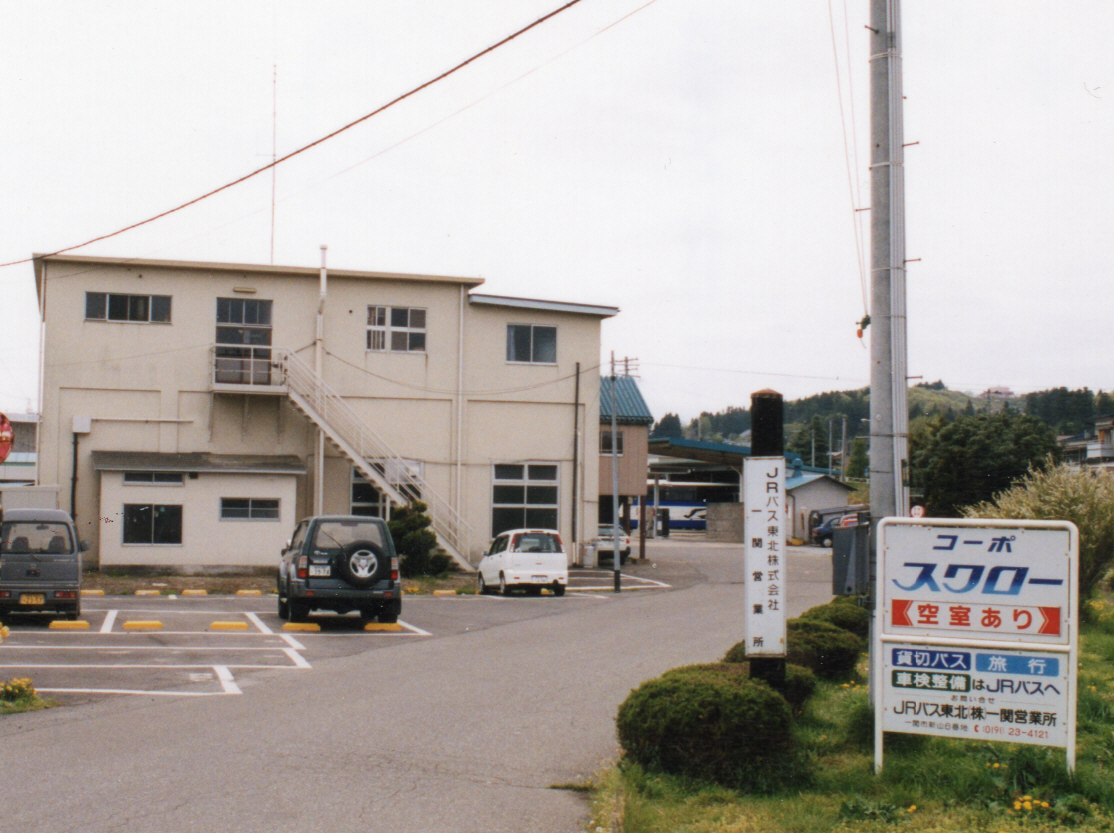
一関営業所

  - 所在地：岩手県一関市新山6（最寄停留所：一ノ関駅）
  - 沿革：一ノ関自動車営業所→
- 遠野営業所[26]
  - 所在地：岩手県遠野市松崎町白岩11-22（最寄停留所：営業所前）
  - 沿革：遠野自動車営業所
- 遠野営業所 世田米支所
  - 所在地：岩手県気仙郡住田町世田米小口洞53-18（最寄停留所：世田米）
  - 沿革：遠野自動車営業所世田米支所→
- 岩泉営業所[26]
  - 所在地：岩手県下閉伊郡岩泉町岩泉三本松7（最寄停留所：岩泉営業所前 ※営業所廃止後、岩泉三本松に改称→現在は停留所廃止）
  - 沿革：岩泉自動車営業所→
- 十和田南営業所[26]
  - 所在地：秋田県鹿角市十和田錦木浜田100（最寄停留所：十和田南駅）
  - 沿革：十和田南自動車営業所→
- 象潟営業所
  - 所在地：秋田県にかほ市象潟町荒屋妻38（最寄停留所：象潟駅）
  - 沿革：象潟自動車営業所→
  - かつては、一般路線バスに加えて、仙秋ナイト号、ドリーム鳥海号を担当、一般自動車整備業務も行っていた。旧営業所、官舎は2014年に解体され、跡地にはJRバス東北所有の看板が立っている。
- 古川営業所 築館支所
  - 所在地：宮城県栗原郡築館町薬師3-1-30（最寄停留所：築館町）
  - 沿革：古川自動車営業所 築館支所→

- 角田営業所[26]

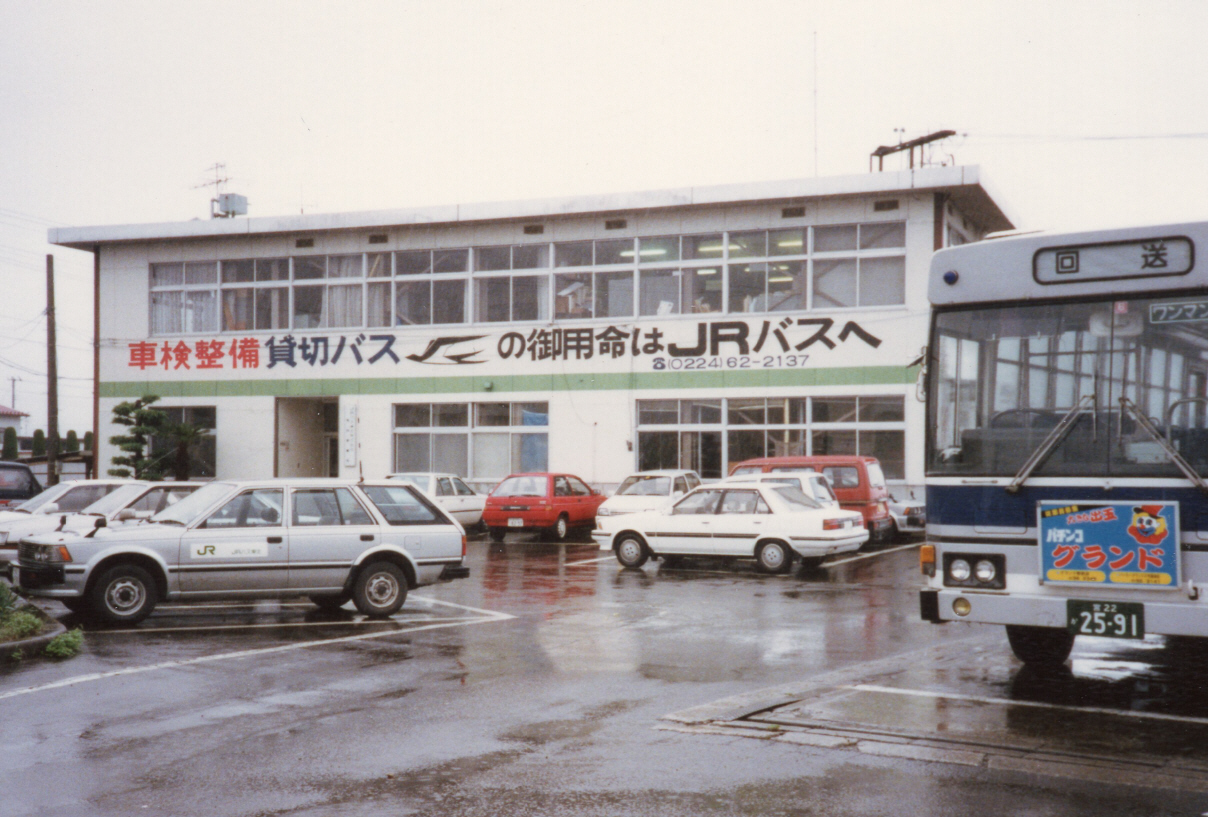
角田営業所

  - 所在地：宮城県角田市角田大町13-1（最寄停留所：角田市役所前）
  - 沿革：角田自動車営業所→
- 角田営業所 相馬支所
  - 所在地：福島県相馬市中村曲田1（最寄停留所：相馬駅）
  - 沿革：角田自動車営業所 相馬支所→
- 小国営業所[6]
  - 所在地：山形県西置賜郡小国町栄町30（最寄停留所：小国駅）
  - 沿革：象潟自動車営業所 小国支所→小国自動車営業所→
- 山形支店 [26]
  - 所在地：山形県山形市香澄町一丁目1-1（最寄停留所：山形駅）
  - 沿革：山形営業所→（移転）
- 福島支店 浪江支所
  - 所在地：福島県双葉郡浪江町権現堂塚越2（最寄停留所：浪江駅）
  - 沿革：福島営業所 浪江支所→

### 案内所
- 久慈駅きっぷうりば
  - 所在地：岩手県久慈市（最寄停留所：久慈駅）
- 東京旅行プラザ
  - 所在地：東京都台東区上野七丁目1-1（上野駅構内）
- 盛岡駅きっぷうりば（スワローツアー委託）
  - 所在地：岩手県盛岡市盛岡駅前通1-48（盛岡駅2階東西自由通路）（最寄停留所：盛岡駅）
  - 業務内容：盛岡発着高速バス（発車オ〜ライネット端末設置）・路線バス乗車券販売、回数券・定期券販売
  - 2003年頃に盛岡駅東口（現在の駅たびコンシェルジュ付近）から東西自由通路上に移転。2022年3月31日を以って営業終了。
- 青森駅前きっぷうりば（スワローツアー委託）
  - 所在地：青森県青森市柳川一丁目1-1（青森駅前）（最寄停留所：青森駅）
  - 業務内容：青森発着高速バス（発車オ〜ライネット端末設置）・路線バス乗車券販売、定期券販売
  - 以前は「旅プラザ青森」と呼ばれ、JR券の発売も行っていた。2024年2月29日で乗車券発売業務を終了し、同年3月31日を以って営業終了。

### バス駅
- 浅虫温泉駅（浅虫線、青森支店所管）
  - 所在地：青森県青森市
  - 浅虫温泉旅館組合が受託。回数券のみ販売、乗車券は特殊回数券代用で発売。
- 田名部駅（下北本線、大湊営業所所管）
  - 所在地：青森県むつ市
  - 末期はスワローツアーが受託。現在は待合室のみ利用可能。また乗務員休憩所としても使用。
- 川内町駅（下北本線、大湊営業所所管）
  - 所在地：青森県むつ市
  - 無人化後も駅舎が残り滞泊行路もあったが廃止。現在は「まちの駅 川内」が建てられている。
- 陸奥脇野沢駅（下北本線、大湊営業所所管）
  - 所在地：青森県むつ市
  - 個人が請け負っていた。跡地には民家が建つ。
- 軽米駅（軽米本線、二戸営業所所管）
  - 所在地：岩手県九戸郡軽米町軽米8-118
  - 末期は軽米町が受託していた。軽米物産交流館。建物は現在も残る。
- 陸中大野駅（軽米本線、二戸営業所所管）
  - 所在地：岩手県洋野町
  - 大野ふるさと物産館を併設。JRバス撤退後は窓口を閉鎖。
- 浄法寺駅（二戸本線、二戸営業所所管）
  - 所在地：岩手県二戸市浄法寺町下前田42号
  - 無人化後も駅舎が残り滞泊行路もあったが廃止。現在は解体されている。
- 葛巻駅（沼宮内本線、久慈営業所所管）
  - 所在地：岩手県岩手郡葛巻町葛巻第13地割4-1
  - 久慈営業所葛巻支所に併設。待合室部分は存続し、現在は「まちの駅くずまき」として営業。建物は二戸営業所管理となっている。
- 陸中山形駅（平庭高原線、二戸営業所所管）
  - 所在地：岩手県久慈市
  - 道の駅白樺の村やまがたを併設。現在は窓口業務なし。
- 陸中野田駅前駅（陸中海岸本線、久慈営業所所管）
  - 所在地：岩手県下閉伊郡野田村
  - 三陸鉄道リアス線陸中野田駅に併設（開業前はバス駅単独）。野田村が受託し、三鉄窓口で乗車券を発売していた。
- 普代駅前駅（陸中海岸本線、久慈営業所所管）
  - 所在地:岩手県下閉伊郡普代村
  - 三陸鉄道リアス線普代駅に併設（開業前はバス駅単独）。普代村が受託し、三鉄窓口で乗車券を発売していた。
- 岩泉駅前駅（早坂高原本線、岩泉営業所所管）
  - 所在地：岩手県下閉伊郡岩泉町
  - JR岩泉線岩泉駅に併設。簡易委託により、鉄道出札をバス駅が行う形態であった。ただし路線末期にはバス駅としての委託を解除し、岩泉線廃止まで鉄道駅扱いとして窓口が存続していた。
- 世田米駅（遠野本線、遠野営業所所管）
  - 所在地：岩手県気仙郡住田町世田米小口洞53-18
  - 遠野営業所世田米支所に併設。末期まで滞泊行路が設定されていた。
- 遠野駅（遠野本線、遠野営業所所管）
  - 所在地：岩手県遠野市
  - 遠野市観光協会が受託していた。ただし路線末期は委託を解除し、窓口業務は行っていなかった。
- 大湯温泉駅（十和田南本線、盛岡支店所管）
  - 所在地：秋田県鹿角市
  - 十和田湖駅と同じく末期は「レークサービス」が受託。駅舎跡地は盛岡支店管理の月極駐車場に。
- 築館町駅（古川本線、古川営業所所管）
  - 所在地：宮城県栗原市築館薬師3-1-30
  - 古川営業所築館支所に併設。末期はヤマザキYショップとして営業していたが、別のテナントが入ったあと解体。
- 陸前高清水駅（古川本線、古川営業所所管）
  - 所在地：宮城県栗原市高清水
  - 末期はセブン-イレブンに併設。現在は解体され、バス停も移転。
- 陸前三本木駅（古川本線、古川営業所所管）
  - 所在地：宮城県大崎市三本木
- 磐城角田駅（角田線、角田営業所所管）
  - 所在地：宮城県角田市角田
  - JRバス廃止後は宮城交通角田ターミナルとなったのち、閉鎖。建物は解体された。
- 丸森町駅（角田線、角田営業所所管）
  - 所在地：宮城県伊具郡丸森町
  - 現在、建物は丸森町観光案内所（「やまゆり館」丸森町字町東83−1）となっている。
- 金山町駅（角田線、角田営業所所管）
  - 所在地：宮城県伊具郡丸森町金山
- 磐城大内駅（角田線、角田営業所所管）
  - 所在地：宮城県伊具郡丸森町大内
  - 立派な石造りの外観を持つ駅舎。現在は焼肉店（丸森町大内字町34）が入居している。
- 川俣町駅（福浪本線、福島支店所管）
  - 所在地：福島県伊達郡川俣町
- 飯野町駅（川俣線、福島支店所管）
  - 所在地：福島県福島市
  - 国鉄川俣線岩代飯野駅跡地。
  - 現在、建物は解体され、跡地に「いいの交流館」が建てられている。

### 転向所など
- 荒屋新町宿泊所（二戸本線、二戸営業所所管）
  - 所在地：岩手県八幡平市
  - JR花輪線荒屋新町駅に併設。滞泊行路が設定されていた。
- 高田休憩所（遠野本線、遠野営業所所管）
  - 所在地：岩手県陸前高田市
  - JR大船渡線陸前高田駅に併設。滞泊行路はなく、陸前高田での乗務員休憩所として利用されていた。
- 八日町転回所（遠野本線、遠野営業所所管）
  - 所在地：岩手県気仙郡住田町
  - 廃止まで滞泊行路が設定されていた。また八日町転回所に車両を留置し、遠野営業所 - 八日町転回所間を社用車もしくは便乗で移動という行路もあった。
  - 現在は廃止時の設備をそのまま、民家に転用している。

## 主な運行路線

### 高速
- ドリーム青森／盛岡・東京号（東京ディズニーランド・東京駅 - 盛岡駅・青森駅）
- ドリーム秋田・東京号（東京ディズニーランド・東京駅 - 秋田駅）
- 仙台 - 首都圏線
  - 仙台・羽田号（羽田空港・バスタ新宿（新宿駅） - 仙台駅東口）
  - 仙台・新宿号（バスタ新宿（新宿駅） - 仙台駅東口）
  - ドリーム仙台・新宿横浜号（横浜駅・バスタ新宿（新宿駅） - 仙台駅東口）
  - ドリーム仙台・大宮／新宿号（バスタ新宿（新宿駅）・大宮駅西口 - 仙台駅東口）
  - 仙台・東京号（東京駅 - 仙台駅東口）
  - ドリーム仙台・東京成田号（成田空港・東京ディズニーランド・東京駅 - 仙台駅東口）
- ドリーム山形／米沢・新宿号（東京ディズニーランド・バスタ新宿（新宿駅） - 米沢駅東口・山形駅）
  - ドリーム山形／米沢・東京号（東京駅 - 米沢駅東口・山形駅）：上記ドリーム山形／米沢・新宿号の続行便扱いとなる路線だが、東京駅起終点となる。
- あぶくま号（バスタ新宿（新宿駅） - 郡山駅・福島駅）
- ドリーム福島・東京号（東京ディズニーランド・東京駅 - 郡山駅・福島駅）
- キャッスル号（仙台駅前[28] - 弘前）
- 仙秋号（仙台駅前 - 秋田駅）
- グリーンライナー号（仙台駅東口 - 大曲・湯沢）
- WEライナー（仙台駅東口 - 新潟）
- 百万石ドリーム政宗号（仙台駅東口 - 富山駅・金沢駅）

（以上、座席指定制の路線）
- アーバン号（盛岡駅 - 仙台駅）

- 仙台 - 古川線

宮城県仙台市と同県大崎市古川を結ぶ。仙台 - 古川線とは一般的に表記される路線名だが、社内における路線名称は東北高速古川線となる。2008年12月26日には、開業以来の乗客数が300万人を記録した（100万人は2003年1月、200万人は2006年8月）。
運行回数
- 平日1日28往復、土日祝日1日23往復。
  - うち古川幸町（旧・営業所前）発着便は1日10往復。
- JRバス東北が単独で運行する高速バスとしては、最大の運行本数である。

運行経路
宮城球場（古川発の一部便のみ）← 仙台駅前（西口バスプール1番） - 電力ビル前 - （仙台宮城IC） - （東北自動車道） - （古川IC） - 石名坂 - 水道事業所前 - 上古川 - 古川警察署前 - 古川十日町 - 古川台町 - 古川駅 - 古川幸町（古川車庫（古川乗務員宿泊所、旧・古川営業所）構内、一部便のみ）
路線沿革
- 1999年（平成11年）7月27日 - 運行開始（1日6往復）[30]。
- 2000年（平成12年）
  - 4月1日 - 1日8.5往復（仙台行8本、古川行9本）に増便。停留所追加（石名坂・水道事業所前・上古川・古川警察署前）。
  - 12月1日 - 1日11.5往復（仙台行11本、古川行12本）に増便。
- 2001年（平成13年）12月1日 - 平日17往復、土休日16往復に増便。
- 2002年（平成14年）
  - 4月1日 - 周遊きっぷ山寺・松島ゾーン券での利用が可能になる[31]。
  - 12月1日 - 平日18往復、土休日17往復に増便。
- 2003年（平成15年）4月1日 - 平日20往復に増便（土休日は変わらず）。
- 2004年（平成16年）12月1日 - 平日24往復、土休日18往復に増便。
- 2005年（平成17年）
  - 4月15日 - 平日26往復、土休日21往復に増便。野球試合開催日のみ古川発の一部便がフルキャストスタジアム宮城（当時）まで延長。
  - 12月1日 - 平日27往復、土休日22往復に増便。
- 2008年（平成20年）
  - 1月2日 - 仙台初売りに合わせた早朝臨時便の運行を開始（1月2日のみ）。
  - 4月1日 - 一部便を営業所前（大崎タイムス前）発着とする。
- 2009年（平成21年）4月1日 - 平日31往復、土休日25往復に増便。
- 2013年（平成25年）12月20日 - 運賃改定[32]。
- 2019年（平成31年）3月1日 - ICカードSuica（および交通系ICカード。但し仙台市交通局発行のicscaは使用不可）のサービスを開始。ICカード利用の場合、大人片道運賃が800円（現金利用の場合1,000円）[33] となる。これに伴い回数券の発売を前日（2月28日）限りで終了（使用は2020年2月29日まで可能）[34][35]。
- 2020年（令和2年）
  - 4月29日 - 新型コロナウイルスの影響により、この日より当面の間土日祝日運行便の一部（6往復[36]。同年5月2日より11往復）を運休[37]。
  - 6月20日 - 運休していた土日祝日運行便の運行を再開[38]。
- 2021年（令和3年）
  - 4月1日 - 平日・土日祝日とも各1往復減便（平日30往復、土日祝日25往復となる）。営業所前バス停を古川幸町に改名[39]。ICカード利用時の運賃を815円から890円に値上げ[40]。
  - 9月1日 - 古川幸町バス停を大崎タイムス前から古川車庫（古川乗務員宿泊所）構内に移設[41]。
- 2022年（令和4年）4月1日 - 平日の1往復を減便（平日29往復となる）[42]。
- 2024年（令和6年）6月1日 - 運賃改定（現金1,120円、ICカード980円となる）[43]。古川発一部便の宮城球場乗り入れを毎日運行に変更[44]。

使用車両画像一覧

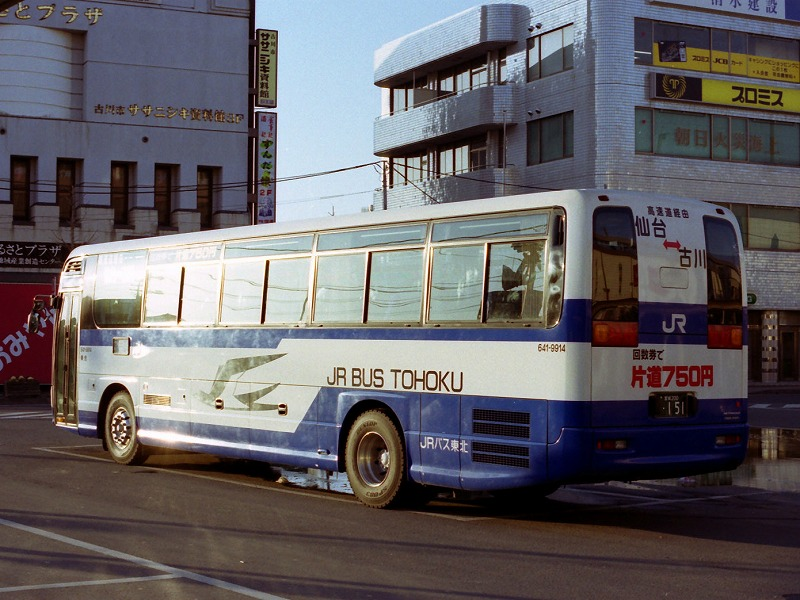
運行開始当初は車体にも「回数券利用で750円」と大書していた
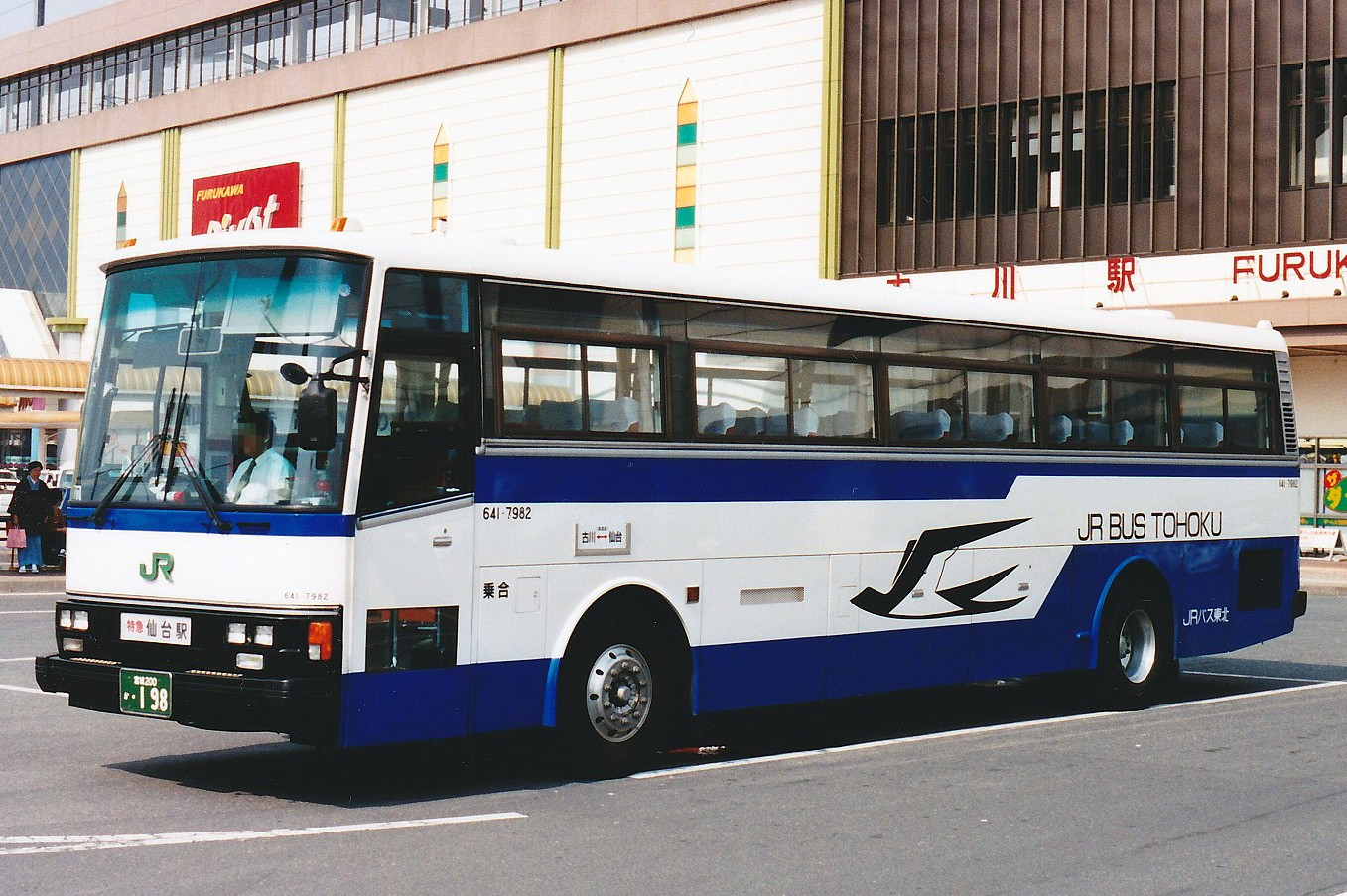
貸切車からの改造車も導入された
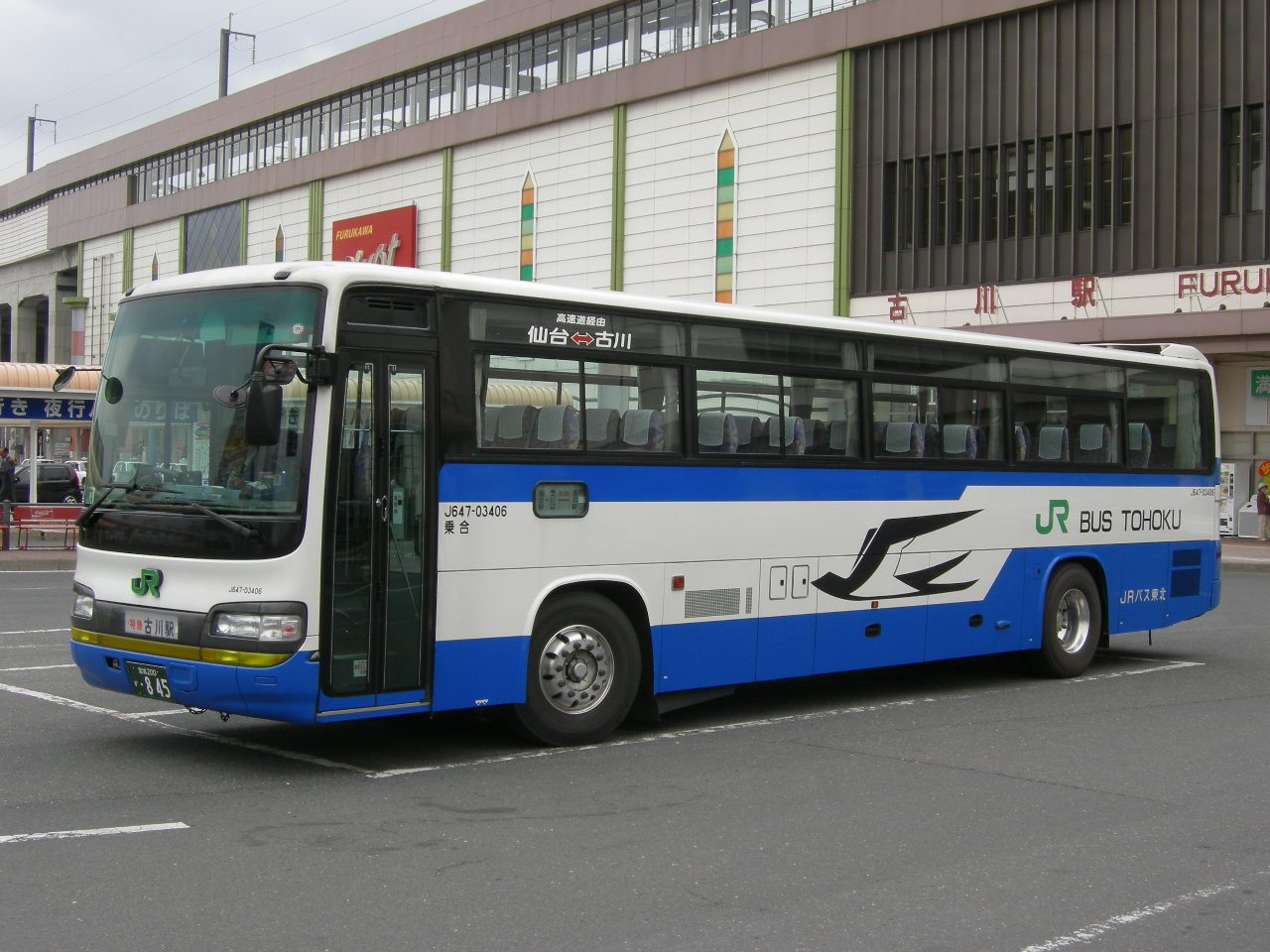
2000年代の主力車種（日野・セレガR）

- 仙台 - 米沢線
- 仙台 - 福島線
- 仙台 - 会津若松線

#### 運行撤退路線

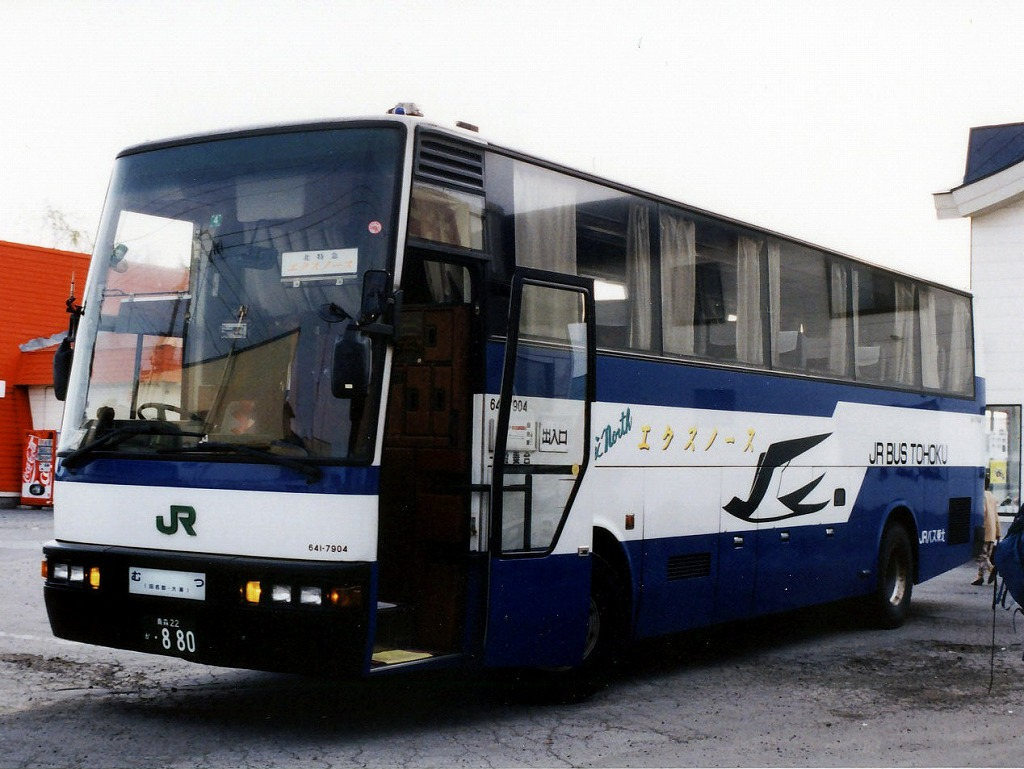
エクスノース号

※印はJRバス東北は撤退したが、路線自体は現在も存続しているもの。
- ドリーム鳥海号※（東京駅 - 羽後本荘駅・羽後交通本荘営業所）
- とおの号（新宿駅 - 一ノ関駅・遠野駅 季節運行）
- エクスノース号（仙台駅 - 田名部駅（むつ））
- ブルーシティ号※（仙台駅前 - 青森駅）
- うみねこ号※（仙台駅 - 八戸）
- ブルーリアス号（仙台駅 - 久慈駅）
- 仙秋ナイト号（仙台駅 - 秋田、現在は昼行便を運行）
- 仙台 - 築館・一関線
- あすなろ号※（盛岡駅 - 青森）
- とわだこ号（盛岡駅 - 十和田湖）
- Hassey E※

ここでは岩手県北バス・岩手県交通・JRバス東北・南部バスによる共同運行当時のものを掲載する。現行の路線・区間については岩手県北自動車#八盛号または南部バス八戸営業所#八盛号を参照のこと。
経路
- 盛岡バスセンター - 内丸（現：県庁・市役所前） - 盛岡駅 ⇔ 浄法寺インター - 馬場 - 八日町<八戸行での降車のみ>/十一日町<盛岡行での乗車のみ> - 小中野バスセンター

歴史
- 1989年（平成元年）9月27日 - 南部バス、岩手県北バス、JRバス東北、岩手県交通の4社共同運行で運行開始（1日4往復）。運行区間は八戸小中野バスセンター - 盛岡バスセンター間 (135.0km)。盛岡駅の乗り場は駅舎からやや離れた「松月堂前」であった（現存せず）。
- 1990年（平成2年） - 浄法寺インター、内丸（県庁・市役所前）にバス停を新設。
- 1995年（平成7年）10月1日 - JRバス東北と岩手県交通が撤退。岩手県北バス・南部バスの2社共同運行となり、1日2往復に減便。

- スーパー久慈（盛岡駅 - 久慈駅）
- ウィンディ号

ここでは岩手県北バス・JRバス東北による共同運行当時のものを掲載する。JRバス東北撤退以降の詳細については岩手県北自動車#ウィンディを参照のこと。
経路
- 盛岡駅西口 ⇔ 軽米新町 - 軽米大町 - 軽米仲町 - 軽米 - 軽米病院（ - 種市駅入口 - 種市ふるさと物産館前）

※斜字区間は1992年3月16日 - 2002年11月30日の運行。
歴史
- 1990年（平成2年）7月30日 - 盛岡駅前 - 軽米間 (106.4km)開業（1日4往復）。JRバス東北と岩手県北バスの2社共同運行。

※JRバスは二戸営業所、県北バスは軽米営業所（のち伊保内営業所）が担当。
※開業当初は愛称がなかった。
- 1992年（平成4年）3月16日 - 軽米 - 種市ふるさと物産館間 (33.0km) 開業。

※この時から「ウィンディ」号という愛称を設定。
※JRバスも軽米滞泊のため、両事業者とも軽米新町 - 種市ふるさと物産館間に出入庫の急行便（早朝・夜間）を設定。
- 1995年（平成7年）3月頃 - 軽米病院経由に経路変更。

※JRバス滞泊地が軽米病院に変更となる。
- 2000年（平成12年）4月1日 - 盛岡の発着地を盛岡駅前から盛岡駅西口に変更。JRバス便が1往復減便、計1日3往復となる。
- 2002年（平成14年）12月1日 - 軽米病院 - 種市ふるさと物産館前間廃止。
- 2003年（平成15年）12月1日 - JRバスが撤退、1日2往復に減便。
- 2012年6月14日 - この日の運行をもって路線廃止。

- すーぱー湯〜遊（盛岡駅 - 浄法寺駅 - 二戸駅）
- 仙台空港 - 福島線
- 山形 - 福島線
- 仙台 - 郡山線※
- 仙台・大館号※（仙台駅東口 - 大館駅）
- ヨーデル号※（盛岡駅 - 弘前）
- けんじライナー※（仙台駅東口 - 花巻温泉）
- 仙台 - 江刺線
- 仙台 - いわき線※（仙台駅東口 - いわき駅・上荒川）

### 一般路線
- 下北線（田名部 - 大湊駅 - 川内町 - 脇野沢）
- 十和田北線（みずうみ号）（十和田湖 - 子ノ口 - 焼山 - 蔦温泉 - 酸ヶ湯温泉 - 青森駅）
- 十和田東線（おいらせ号）（八戸駅 - 奥入瀬渓流温泉 - 焼山 - 子ノ口 - 十和田湖）
- 青森空港線（青森駅 - 青森空港）
- 横内線（青森駅 - 津軽横内 - （ねぶたの里） - 青森公立大学 - モヤヒルズ）[47]
- スワロー号（二戸駅 - 折爪トンネル - 戸呂町 - 久慈駅）
- 軽米線（二戸駅 - 金田一温泉駅 - 金田一温泉センター - 軽米病院前）
  - （二戸駅 - 金田一温泉駅 - 金田一温泉郷 - 金田一温泉センター）
  - （二戸駅 - 二戸病院 - 仁左平）
- 二戸線（二戸駅 - 浄法寺）
- 小鳥谷線（葛巻 - 冬部 - 小鳥谷駅 - 一戸駅 - 二戸駅）
  - 葛巻 - 冬部は葛巻町100円バスとして運行
- 沼宮内線（葛巻 - 岩手五日市 - 荒沢口 - 馬淵小学校前 - 大平橋）
  - 葛巻町100円バスとして運行。特定日に限り、馬淵小学校前で岩泉町民バス国境・上荒沢口線に接続し岩泉町中心部まで乗継ぎが可能。
- 平庭高原線（白樺号）（盛岡バスセンター - 盛岡駅 - いわて沼宮内駅 - 葛巻 - 平庭高原 - 陸中山形 - 久慈駅）
- 早坂高原線（盛岡駅 - 菜園川徳前 - 岩洞湖 - 道の駅三田貝分校 - 岩泉病院前 - 龍泉洞前）
- 福浪線（福島駅 - 川俣高校前）

#### 廃止路線
- 安部城線（川内町 - 湯野川温泉）
- 浅虫線（青森駅 - 浅虫温泉駅[48]）
- 十和田南線（大館駅 - 十和田南駅 - 大湯温泉 - 十和田湖）
- 寺坂線（鹿角花輪駅 - 寺坂 - 大湯温泉）
- 鳥海線（象潟駅 - 横岡 - 鉾立）
- 八久線（久慈駅 - 陸中八木駅 - 種市駅 - 八戸駅）
- 川代線（久慈駅 - 下夏井 - 陸中川代）
- 津内口線（久慈駅 - 津内口）
- 陸中小国線（陸中山形 - 陸中小国）
- 軽米線（久慈駅 - 陸中大野 - 軽米病院）
- 久慈海岸線（久慈駅 - 陸中野田駅 - 小袖 - 久喜浜 - 久慈駅）
- 陸中海岸線（久慈駅 - 普代駅 - 小本駅 - 岩泉駅、小本 - 田老駅）
- 山根線[安家線]（久慈駅 - 陸中白山、久慈駅 - 陸中滝 - 新山根温泉）
- 安家線（岩泉 - 安家）
- 有芸線（岩泉 - 上有芸 - 栃の木）
- 沼宮内線（岩泉 - 荒沢口）
  - 現在は葛巻 - 荒沢口 （- 大平橋）間のみ存続。
- 田子線（二戸駅 - 田子）
- 女鹿線（一戸駅 - 女鹿新田）
- 平館線（沼宮内駅 - 上一方井 - 平館駅、上寺田 - 西根団地）
- 大更線（沼宮内駅 - 一方井 - 大更駅）
- 下屋敷循環線（いわて沼宮内駅 - 陸中板橋 - 下屋敷 - 陸中大渡 - いわて沼宮内駅）
- 遠野線（遠野駅 - 岩手八日町 - 世田米 - 陸前高田駅、上有住駅 - 岩手八日町）
- 遠野北線（遠野駅 - 岩手山口 - 一の渡 - 恩徳）

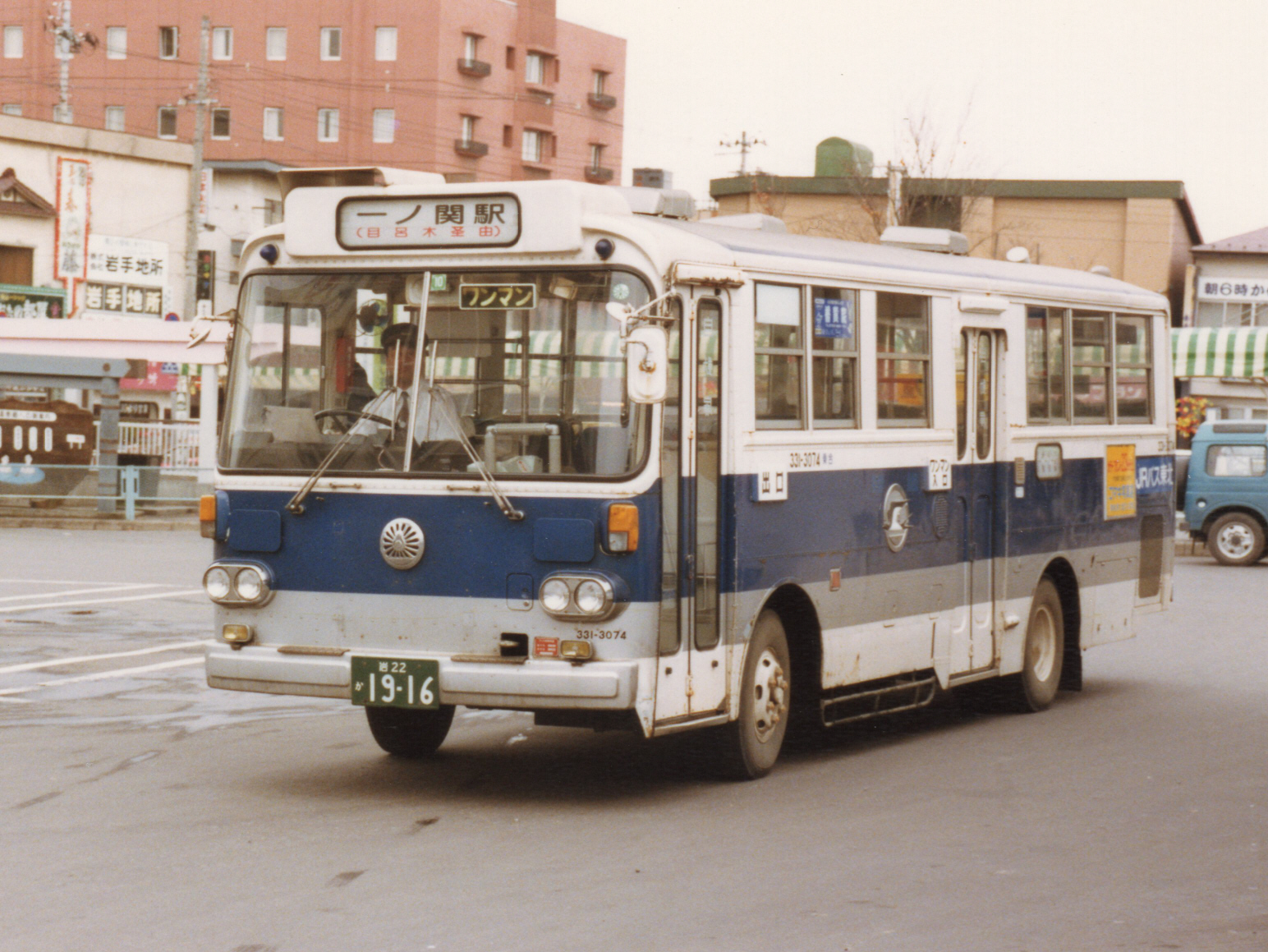
一ノ関線 331-3074

- 一ノ関線（一ノ関駅 - 陸中長島 - 前沢駅、前沢駅 - 猊鼻渓駅）
- 古川線（仙台駅 - 吉岡 - 陸前三本木 - 古川駅 - 陸前高清水 - 築館町 - 沢辺 - 一ノ関駅、築館町 - くりこま高原駅）

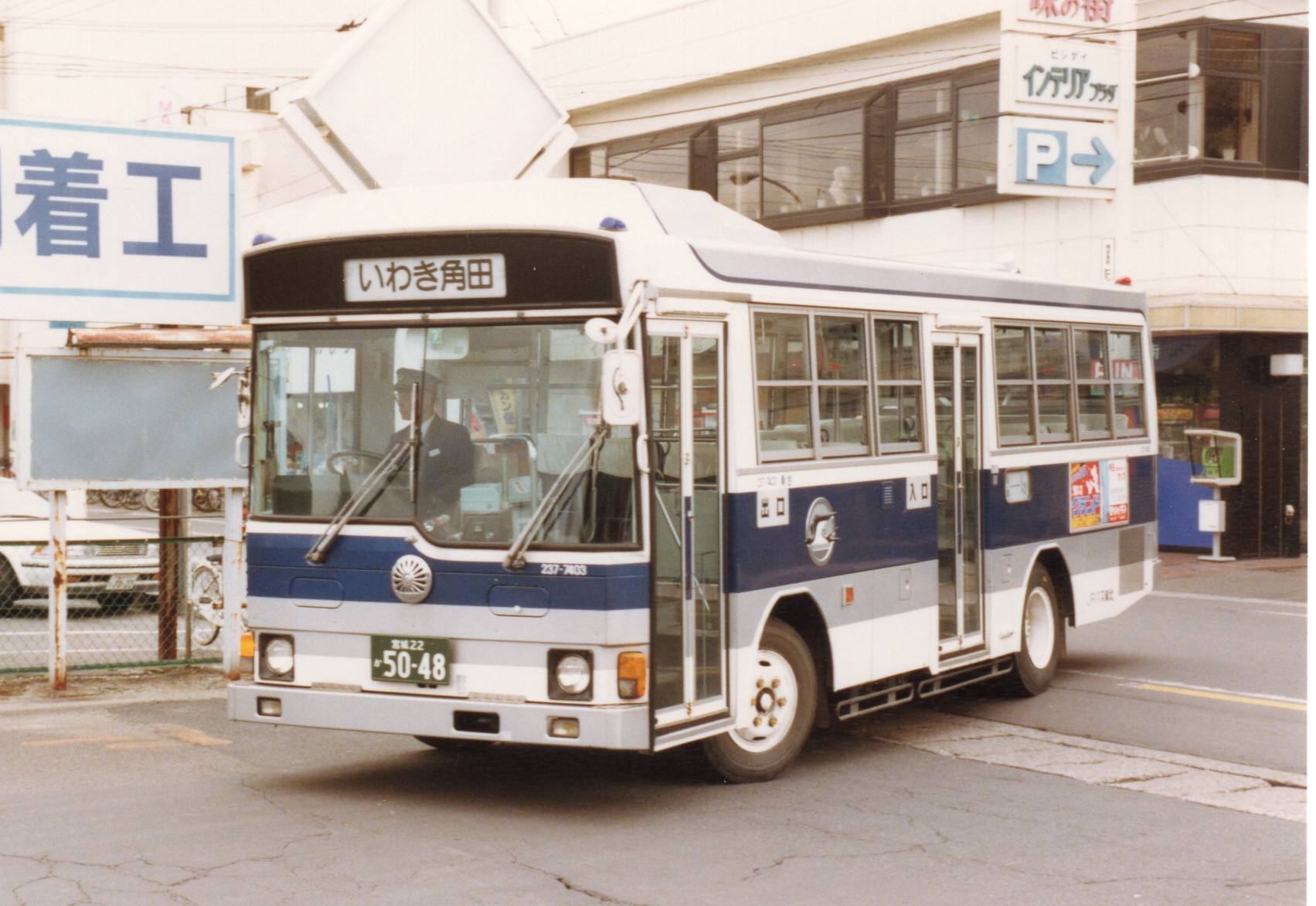
角田線 237-7403

- 角田線（船岡駅 - 磐城角田 - 丸森町 - 金山町 - 磐城大内 - 相馬駅）
- 仙台南線（仙台駅 - 竹駒神社前 - 槻木町 - 磐城角田）
- 白石線（白石蔵王駅 - 白石駅 - 高蔵寺前 - 磐城角田）
- 小斎線（磐城角田 - 小斎 - 金山町）
- 相馬海岸線（相馬駅 - 松川浦 - 相馬港 - 相馬駅）
- 小国線（小国駅 - 朝日平、小国駅 - 飯豊梅花皮荘）
- 福浪線（川俣高校前 - 問屋前 - 磐城津島 - 浪江駅）
  - 現在は福島駅 - 川俣高校前間のみ存続。
- 川俣線（松川駅 - 飯野町 - 川俣高校前）
- 船福線（福島駅 - 飯野町 - 下田 - 船引駅）
  - 沿線自治体からの委託により、道路運送法21条による廃止代替運行を行っていたが、2010年3月31日の運行をもって廃止。
- 請戸線（浪江駅 - 請戸 - 両竹）
- 大堀線（浪江駅 - 磐城大堀 - 浪江駅）

### 定期観光バス
- 仙台お散歩号（午前）
- 松島お散歩号（午後）
- 絶景の蔵王御釜とキツネ村号（夏季運行）

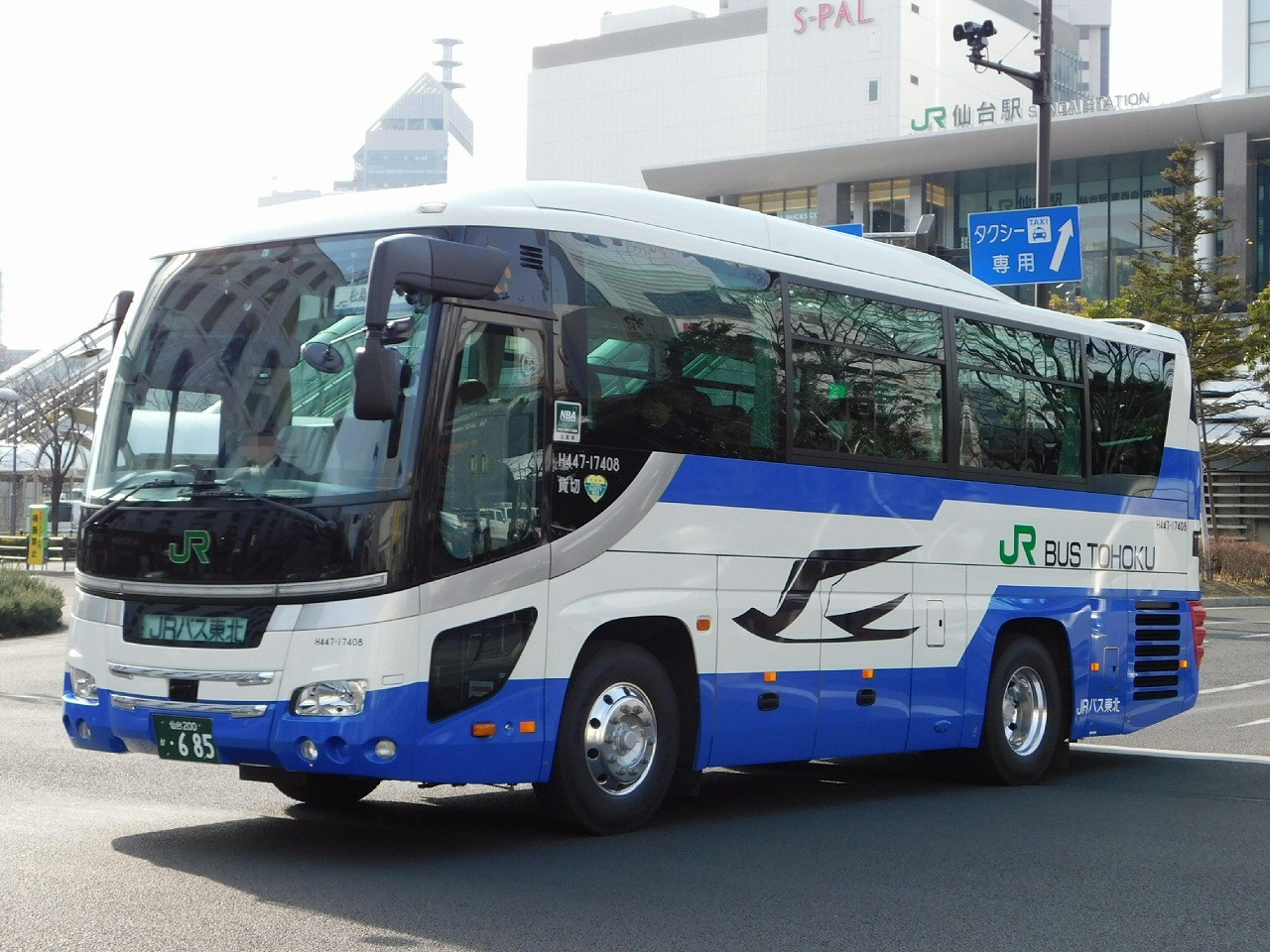
松島お散歩号（2018年2月撮影）H447-17408

- うるしの郷・二戸 岩手のてっぺん号（夏季運行）
- 寒風山と伝説のなまはげ号（夏季運行）
- 白銀の八甲田樹氷号（冬季運行）
- 雪原の一本桜と小岩井号（冬季運行）
- 絶景の蔵王樹氷号（冬季運行）
- ぐるりんしもきた号

※なお、1990年代には「仏ヶ浦・恐山めぐり号」「おいらせ号」「リアス観光号」「遠野物語めぐり号」「角田・丸森名所旧跡めぐり号」などの定期観光バスを運行していた（このうち「遠野物語めぐり号」についてはJRバス東北の撤退後は早池峰バス→岩手県交通に運行が引き継がれた）。

### 受託運行路線
末端部分の受託については一般路線を参照のこと
- 二戸市バス
- 仙台市営バス
  - 白沢出張所管内および七北田出張所管内（詳細は各出張所の記事を参照）

## 貸切バス
青森、二戸、盛岡、仙台、福島の5支店が貸切バス運行支店となっており、貸切バスの営業エリアは、支店・営業所が所在する青森・岩手・宮城・秋田・福島の5県全域と、山形県米沢市・高畠町・最上町である。

主な貸切バス車両は、ハイデッカー(大型車)、スーパーハイデッカー(イーストブルー36)(大型車)、東北新幹線E5系「はやぶさカラーバス」(大型車)、秋田新幹線E6系「こまちカラーバス」(大型車)となっている。

JR東日本の豪華列車「TRAIN SUITE 四季島」の深遊探訪メニューを巡るバスの東北エリアでの運行も担当している。これに使用するバスは同列車のデザインプロデュースおよび車両デザインを行った KEN OKUYAMA DESIGN がデザインした本革シートに四季島専用のシートヘッドカバーを装着した座席数36席のスーパーハイデッカー(イーストブルー36)となっている。この車両は一般貸切利用も可能である。

以前にはJR東日本の企画旅行"びゅう"専用で「びゅうばす」が専用塗装（赤地に「びゅう」の白文字と白いラインが入る）で用意されていたが、2020年春までに全車が標準色（ツバメカラー）に塗り替えられた。

## 車両
国鉄バス東北地方自動車部では、ほとんどの車両がいすゞ・日野製であったが、象潟・十和田南の営業所については、1985年3月に廃止になった信越地方自動車部所属だったために日産ディーゼル（当時、現「UDトラックス」）車も多かったため、民営化時点では3メーカー導入となっていた。
民営化後しばらくはこの傾向は変わっていなかったが、1990年より高速車・貸切車として三菱車が導入され、特に高速車では三菱車の割合が高くなった。一方、路線車では依然としていすゞ車・日野車が多数を占めており、日産ディーゼル車は貸切車の一部に見られるのみとなっている。
一般路線車（ハイデッカー車を除く）の塗り分けは濃い青色の下のグレーのラインが入る国鉄バスを色濃く残したデザインであったが、2023年度導入の新車（三菱ふそうエアロスター）からはJRバス関東と同様に高速バスと共通のデザインも採用している。
一般路線車では、1990年代後半から2000年代にかけて仙台市営バス・神奈川中央交通・都営バス・西東京バス・横浜市営バス・川崎市営バス・東武バスからの譲受車（社内では「リニューアル車」と呼称）が導入されていた。これらの車両は現在は全て引退しているが、2010年代後半より再び淡路交通・京成バス・ジェイアール四国バスなどからの譲受車が導入されている。これらの譲受車は現行の車両称号の附番法則でも区別されている。
2011年3月5日には、東北新幹線「はやぶさ」の運行開始に合わせ、親会社であるJR東日本の協力による新車両「はやぶさカラーバス」を十和田湖系統（みずうみ号・おいらせ号）に投入、運行を開始した。同車両は2月15日にJRバス東北の公式サイト「新着情報」で明らかになり、その後2月23日には新青森駅にて報道陣に公開された。車体には新幹線E5系「はやぶさ」と同じ塗り分けで、6台のナンバーとも語呂合わせで「8823（ハヤブサ）」で統一されている。
「はやぶさカラーバス」はその後も増備され、2015年末にはトイレ付車両が仙台支店に配属され、年末年始の臨時便（仙台・東京号）に充当された（以降は「仙台・新宿号」を中心に充当）。また、2016年4月23日の十和田湖系統運行再開にあわせ、H5系「はやぶさ」と塗り分けをあわせた車両も導入された。みずうみ号・おいらせ号・平庭高原線・早坂高原線に充当される車両は、社内では準高速車と呼称している 。
2013年には、同年10月から開催の「秋田デスティネーションキャンペーン」に合わせ、車体色を秋田新幹線E6系「スーパーこまち」をイメージした「スーパーこまちカラーバス」を導入、秋田支店に配属した。同年8月より「びゅうばす」および一般貸切として運用されている。
2020年7月17日より、定期観光バス「仙台お散歩号」「松島お散歩号」の利用促進のため、同年10月末までジェイアールバス関東より借り受けた2階建てバスが充当された。
創業30周年にあたる2018年には、乗務員の実技研修のための安全運転訓練車を2台（高速路線用、一般路線用各1台）
導入した 。
2023年春には、福島支店に燃料電池バス（トヨタSORA）を1両導入、4月25日より福島駅東口 - 川俣高校前で運行している。
青森支店大湊支所にて運行している下北線の開業80周年を記念して、同所の2023年度新規導入車両1台（いすゞエルガノンステップバス）を国鉄バス復刻車両として国鉄のヘッドマーク・エンブレムを装着して運行している。
2024年には、山形新幹線E8系「つばさ号」と同様なカラーの同様の塗装を施した新車2両「つばさカラーバス」（三菱ふそうエアロエース）を福島支店に導入し、2両とも高速バス「あぶくま号」を中心に運行している。登録ナンバーは山形新幹線E8系「つばさ号」にちなみ「・・・8」、「・２８３」となっている。

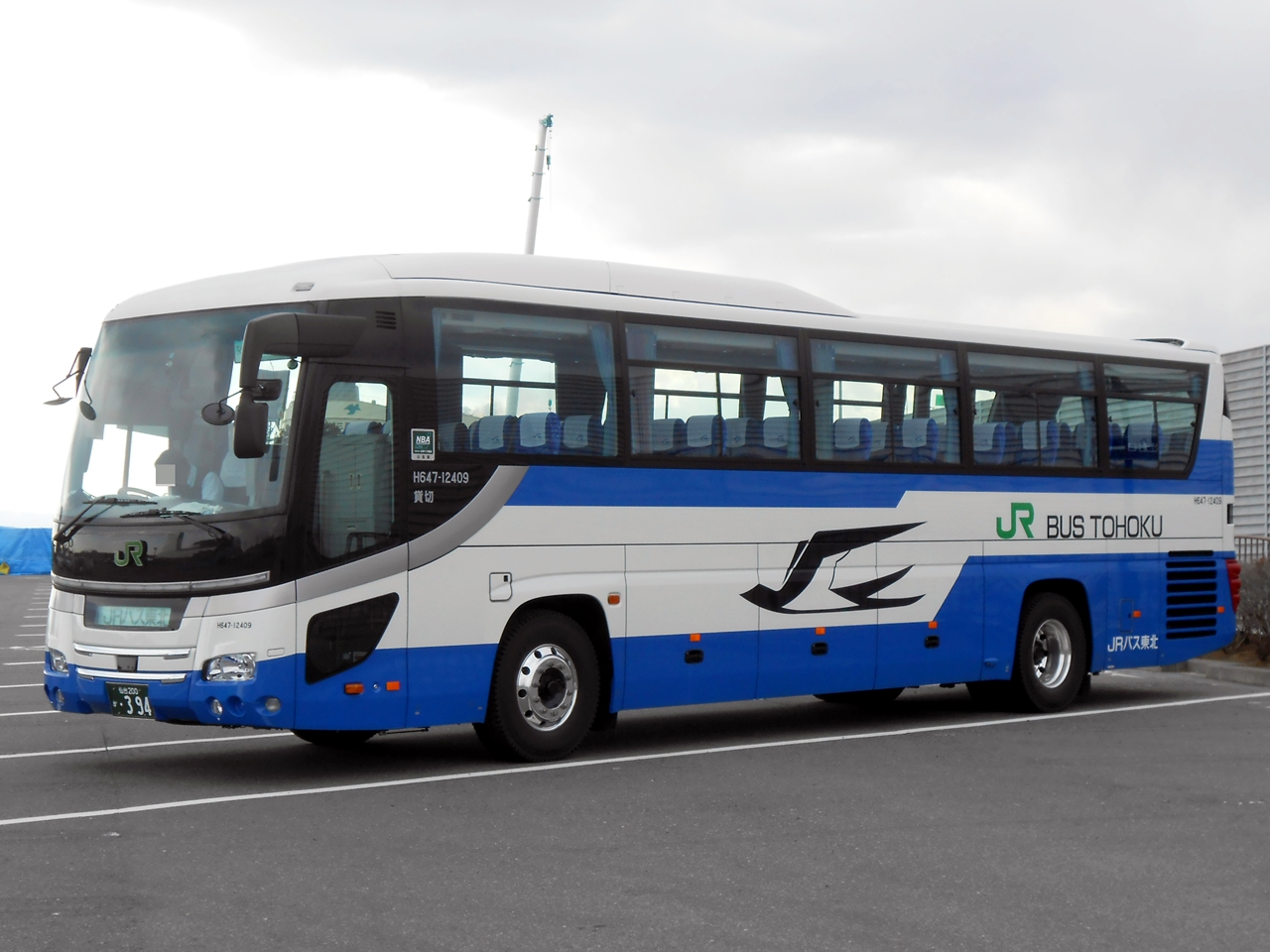
観光貸切（日野・セレガ） （2013年2月撮影）H647-12409
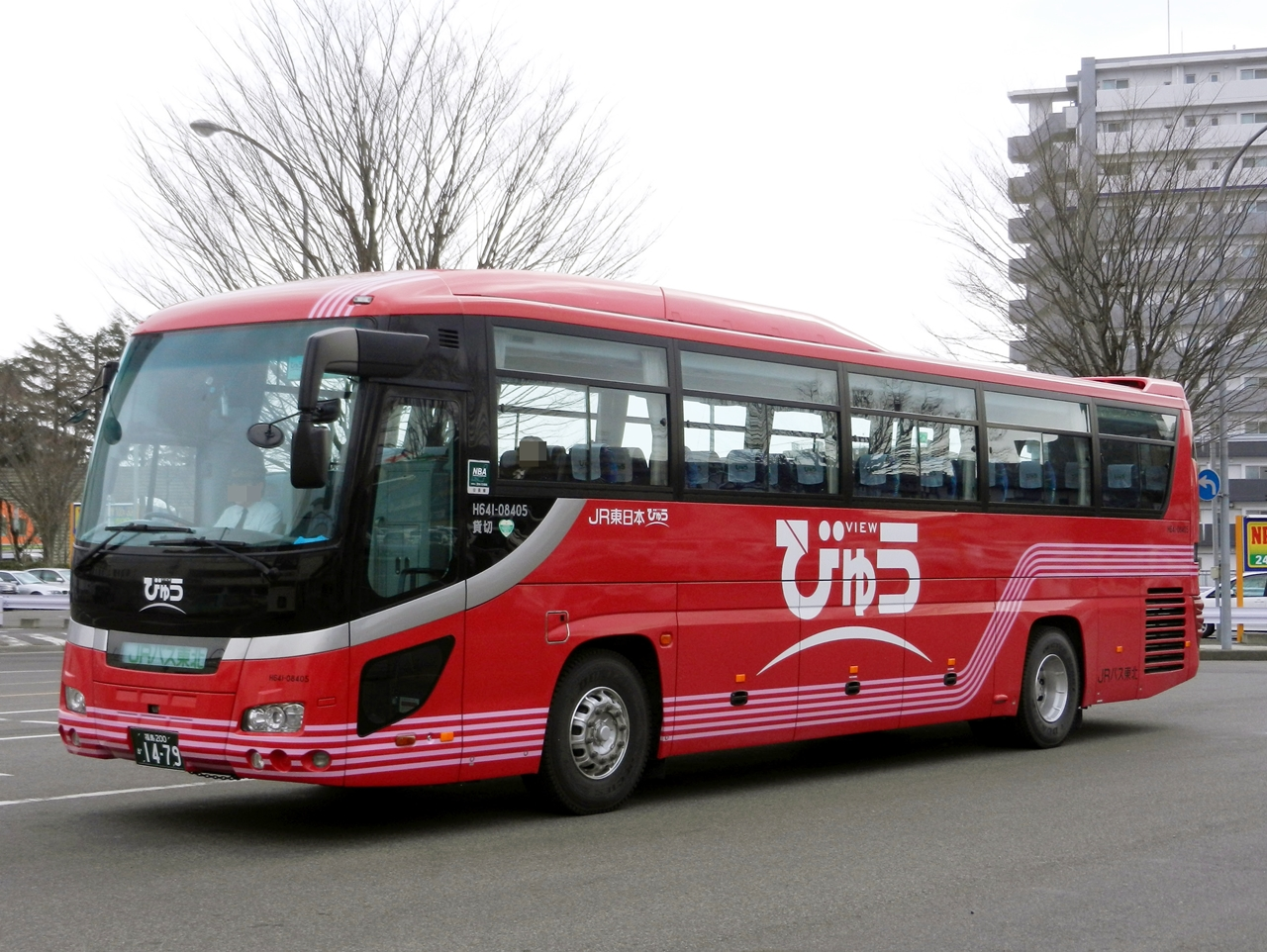
観光貸切 びゅうばす塗装 （2013年3月撮影） H641-08405
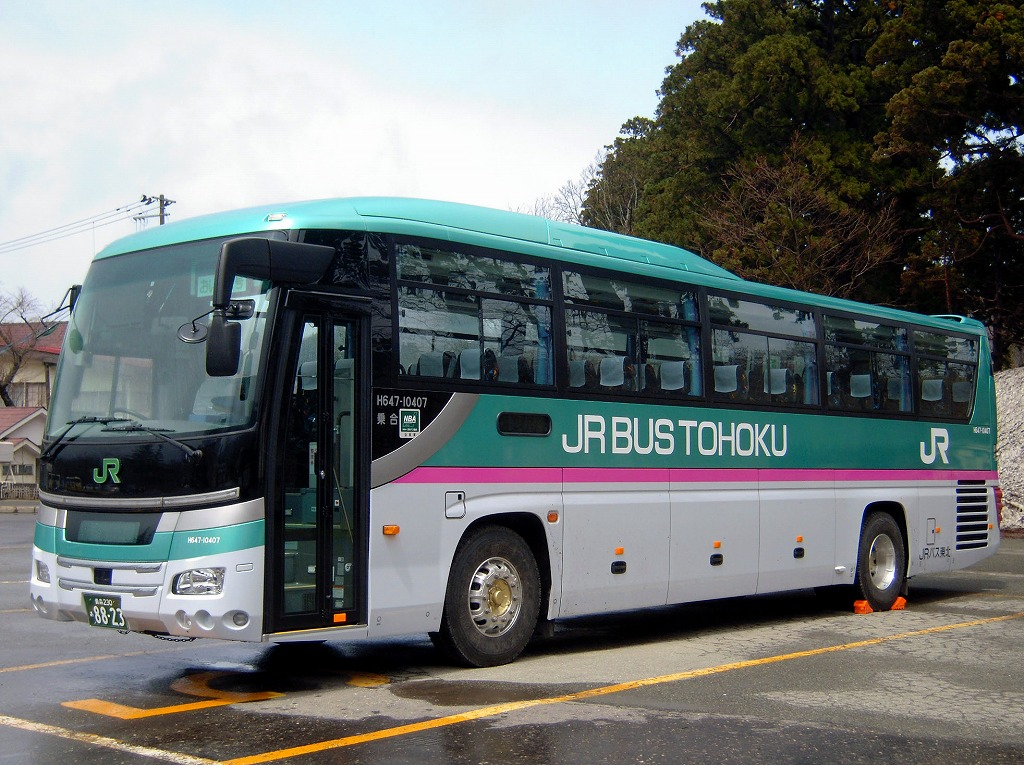
十和田湖系統に使われる「はやぶさカラーバス」 （2011年5月撮影） H647-10407
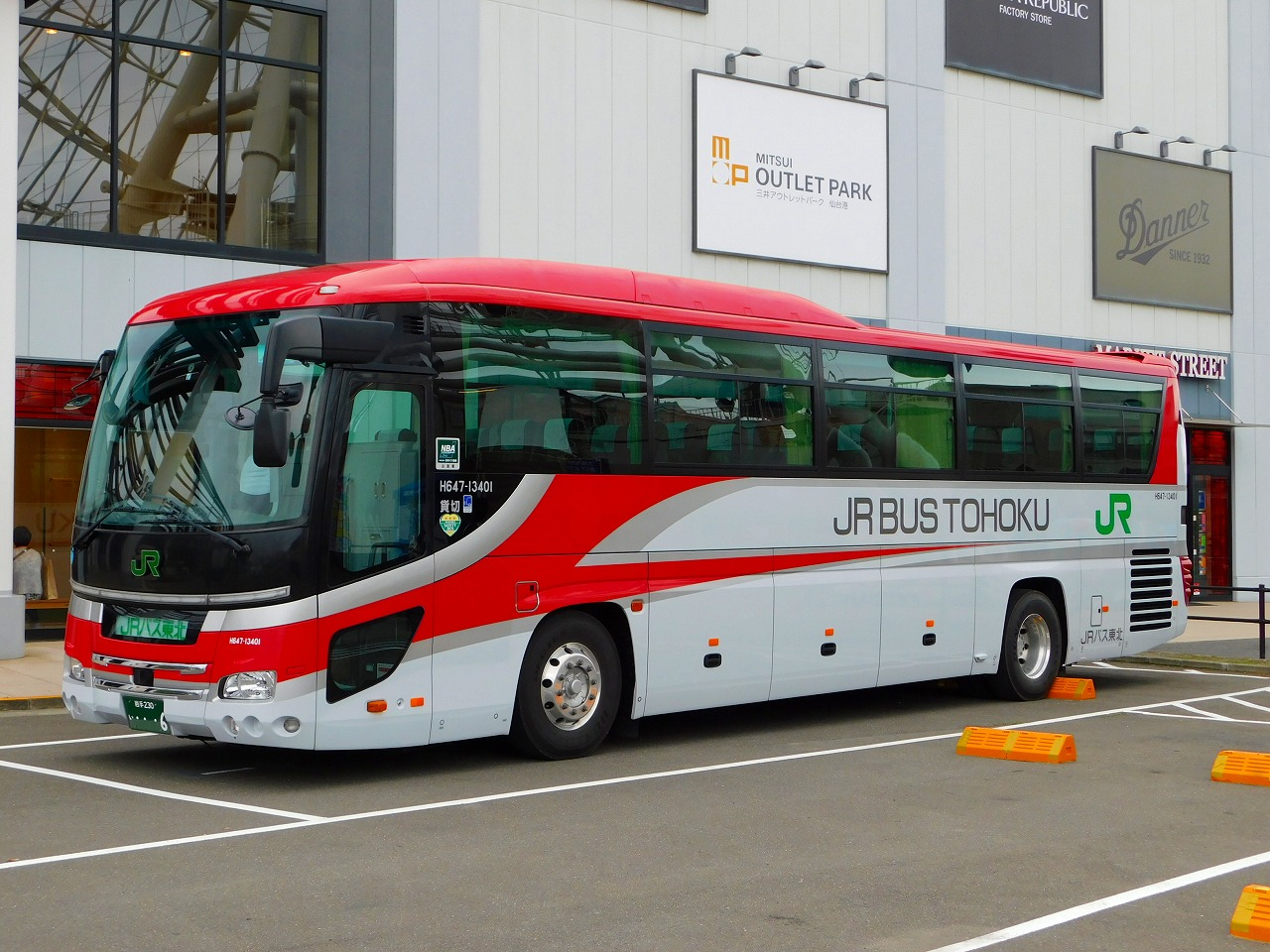
「スーパーこまちカラーバス」 （2018年6月撮影） H647-13401
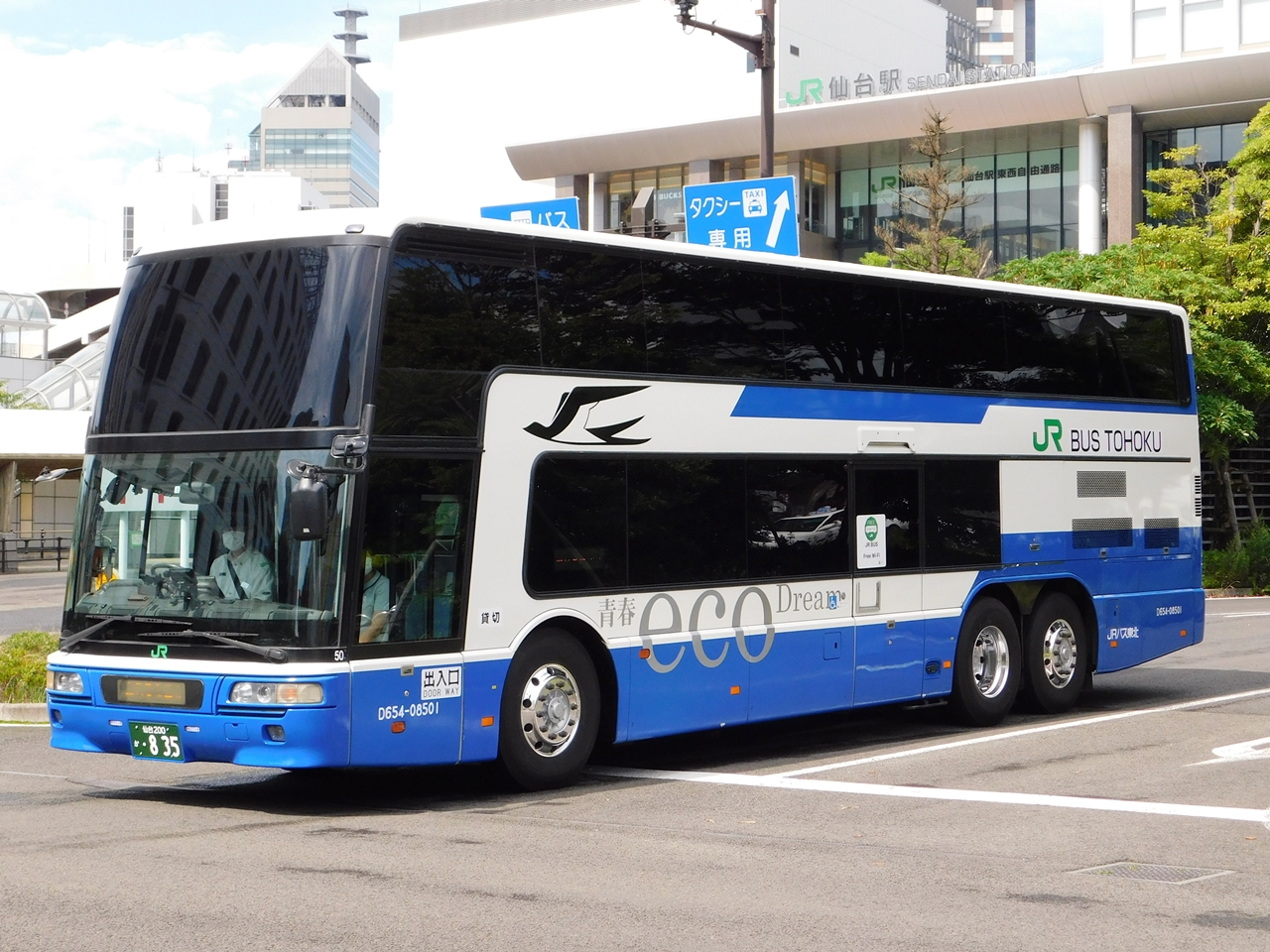
ジェイアールバス関東からリースした2階建てバス （2020年7月撮影）D654-08501
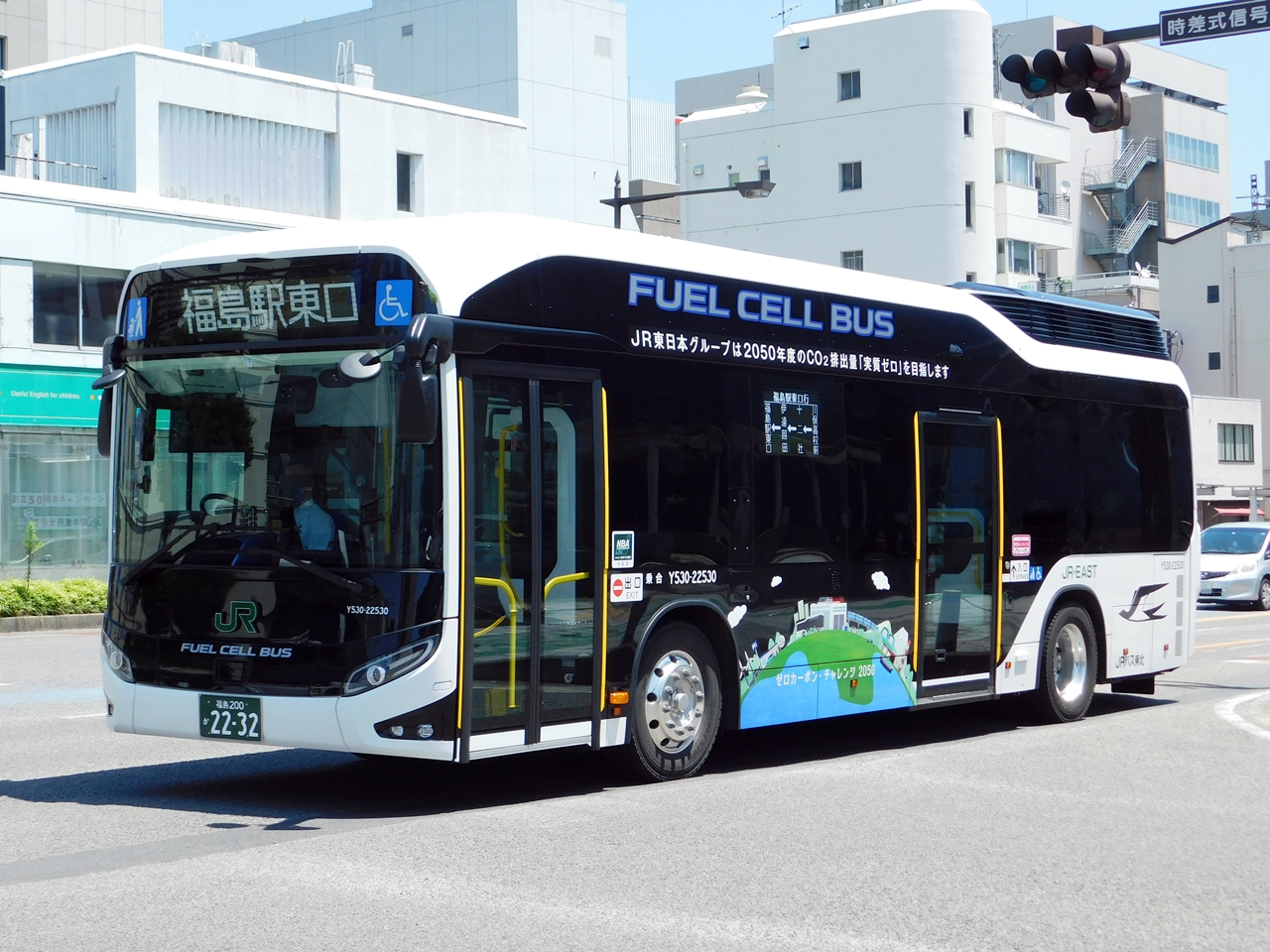
福島支店に導入された燃料電池バス （2023年7月撮影） Y530-22530
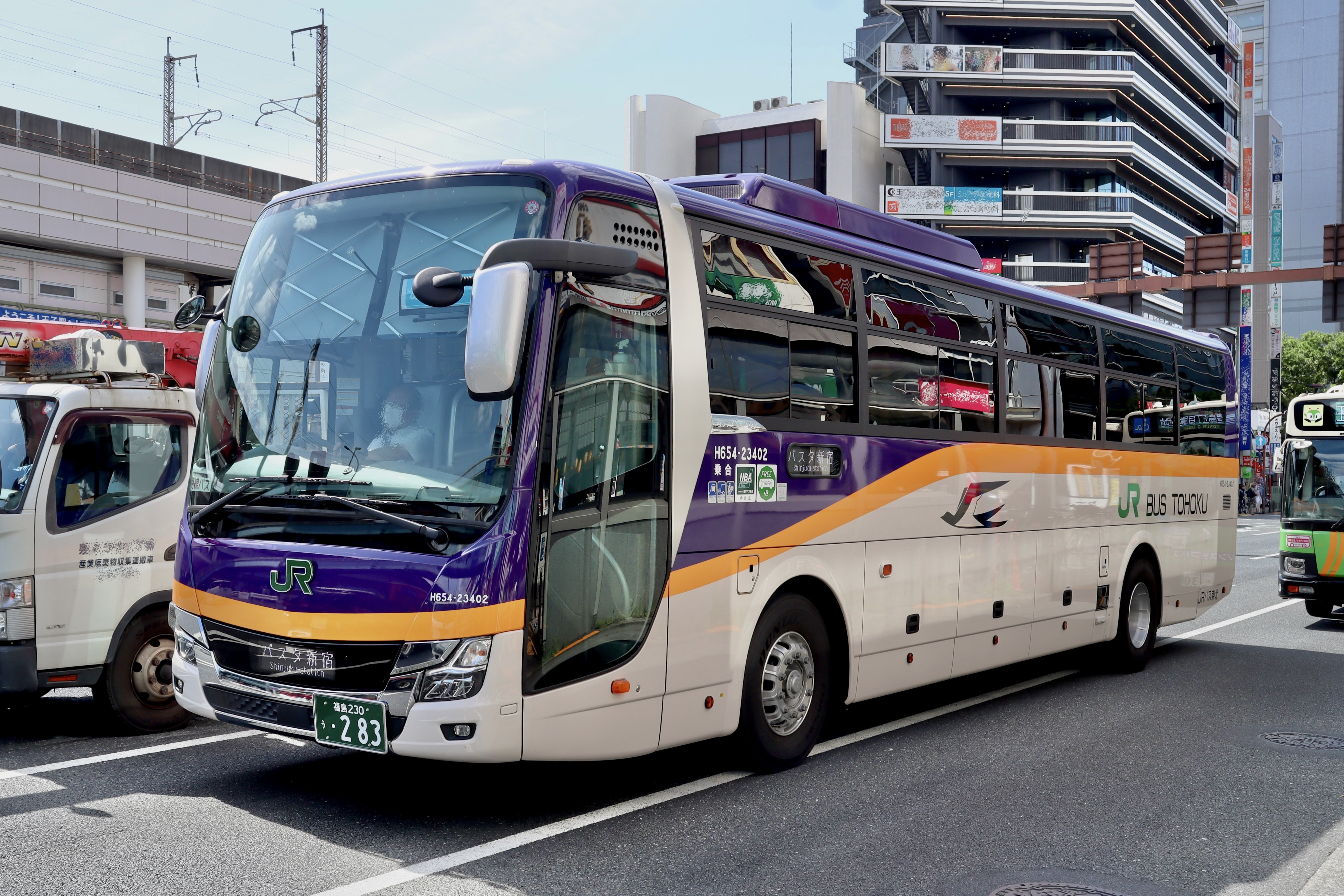
福島支店に導入された「つばさカラーバス」 （2024年4月撮影）H654-23402

### 車両称号
発足後しばらくは国鉄バスの附番法則をそのまま使用していたが、後に附番法則について改定を行った 。
| H      | 6    | 7    | 7        | - | 19   | 4    | 01       |
| ------ | ---- | ---- | -------- | - | ---- | ---- | -------- |
| 床高さ | 車種 | 形状 | メーカー |   | 年式 | 装備 | 固有番号 |

- 床高さ
H…ハイデッカー
N…スタンダードデッカー
S…スーパーハイデッカー
J…ミドルデッカー
P…ワンステップ路線車
Y…ノンステップ路線車
- 車種
3…全幅2.300mm未満/全長9,800mm未満（中型路線）
4…全幅2.300mm以上/全長9,800mm未満（中型観光・大型ショート系）
5…全幅2.300mm以上/全長9,800mm以上（大型路線）
6…全幅2.300mm以上/全長9,800mm以上（大型観光・高速・準高速）
- 形状
3…2人掛けシート主体（路線）
4…横4列リクライニングシート（観光・高速・準高速）
5…横4列リクライニングシート・トイレ付き（高速）
7…横3列リクライニングシート・トイレ付き（高速）
- メーカー
1…いすゞ
4…三菱
7…日野
- 購入または製造年度
  - 西暦の下2桁。新車は購入年度を、中古車は製造年を使用する。
- 装備
4…前扉・空気ばね
5…前中扉・空気ばね
- 固有番号
01～29…新車導入
30～59…バリアフリー新車導入
60～79…中古導入

上記の法則により、「H677-19401」は「3列リクライニングシート・トイレ装備のハイデッカー高速車で日野製、購入年度はxx19年で、空気ばね装備の前扉車両で新車購入」における01号車ということになる。

## 備考
- つばめマークの商標権利者である。

## 関連会社
- スワローツアー
- ジェイアールバス関東
  - JR東日本グループの成長戦略[62]でのバスビジネスにおける重点取組み施策の中で、ジェイアールバス関東とジェイアールバス東北の連携強化により、共同運行や乗務員の乗り継ぎ運行の拡大、要員・車両の相互融通などにより、運行の効率化や働き方改革を実現が進められている。既にジェイアール関東からの二階建ての貸し出しや仙台周辺での人気アーティストのコンサート開催されるなどの繁忙日に東京駅～仙台駅間の夜行高速バスの増発便をジェイアールバス関東が運行したり、ジェイアールバス東北がジェイアールバス関東に車両を譲渡したりと実績がある。